# Lisimetro
Il lisimetro è un dispositivo usato per studiare la dinamica dell'acqua o di altre sostanze nel terreno. Questo strumento è stato concepito per la misura diretta dell'evapotraspirazione.

Modello schematico di un lisimetro a pesata
Legenda:
A) Terreno in studio
B) Bascula a quadrante
C) Raccolta dell'acqua di drenaggio
D) Raccolta dell'acqua di ruscellamento

Esistono vari tipi di lisimetri, in grado di effettuare una misura più o meno precisa. Tra i lisimetri di precisione si annovera il lisimetro a pesata. L'unità base consiste in un cilindro in metallo (o in plastica o altro materiale) di 1-2 metri d'altezza, contenente un campione rappresentativo di terreno e incassato nel terreno in un locale sotterraneo che permette l'accesso per l'ispezione dei dispositivi di rilevamento e per le operazioni di servizio.
Il cilindro è sostenuto da un sistema di pesata a bascula. Il fondo ha un dispositivo di drenaggio che raccoglie l'acqua di percolazione. Intorno al cilindro è applicato un dispositivo di recupero dell'acqua che ristagna o fluisce in superficie (acqua di ruscellamento). L'impianto è completato da strumenti di misura di parametri climatici e geoclimatici (pioggia, temperatura dell'aria e del terreno, umidità atmosferica, ecc.).
Il sistema permette la misura degli apporti idrici e delle perdite per percolazione profonda e ruscellamento. La registrazione del peso del cilindro permette di rilevare le variazioni di peso e, per differenza, la quantità d'acqua persa per evapotraspirazione. Il terreno del cilindro e quello circostante sono coltivati in genere con una coltura di riferimento (prato di Festuca), con lo scopo di rilevare l'evapotraspirazione potenziale.
I lisimetri di precisione sono impianti complessi e costosi, in genere costituiti da più dispositivi modulari per consentire rilevamenti comparati. Sono impiegati solo in centri avanzati di ricerca, in generale per tarare modelli semplificati di lisimetri oppure per tarare metodi di stima dell'evapotraspirazione.